# Козинец, Сергей Борисович
Сергей Борисович Козинец — российский лингвист, преподаватель высшей школы, школьный педагог. Доктор филологических наук (2010).
Профессор кафедры гуманитарного образования Саратовского областного института развития образования. Область научных интересов — словообразование, лексикология, лексикография, история языка, художественный текст, методика преподавания русского языка.

## Биография
В 1991—1996 годах студент, в 1996—2000 аспирант филологического факультета Саратовского государственного педагогического института им. К. А. Федина. Параллельно работал учителем в школе, а с 1999 года — преподавателем кафедры русского языка и методики его преподавания Педагогического института Саратовского государственного университета. Преподавательскую деятельность в вузе совмещал с работой в школе.
В 2000 году защитил кандидатскую диссертацию в диссертационном совете при Саратовском государственном университете им. Н. Г. Чернышевского.
В 2006—2009 годах в докторантуре при кафедре русского языка Московского педагогического государственного университета. В декабре 2009 года защитил докторскую диссертацию («Словообразовательная метафора в русском языке») в диссертационном совете при Московском педагогическом государственном университете.
С 2010 года — профессор кафедры филологического образования (затем — кафедры гуманитарного образования) Саратовского областного института развития образования.

## Публикации

### Словари и монографии
Словообразовательная метафора в русском языке. М.-Саратов: Научная книга, 2009.
- Топонимический словарь Саратовской области. Саратов: Саратовский источник, 2013. 206 с.
- Словарь словообразовательных метафор русского языка. Саратов: Саратовский источник, 2011. 274 с.
- Словарь оксюморонов русского языка. М.: Флинта, 2016. 168 с.
- Словарь окказионализмов русского языка. М.: Флинта, 2019. 244 с.
- Словарь советизмов. Наименования лиц: Пробный выпуск. Саратов: ИЦ «Наука», 2009.
- Словарь окказионализмов русской поэзии конца XX — начала XXI вв. Саратов: Саратовский источник, 2020. 298 с. (соавт.: Мигурский А. С.)
- Человек в мире животных. Образный потенциал зоонимов: словарь . Саратов : Саратовский источник, 2022. 241 с.

### Диссертации
- Формирование переносных значений в отглагольных словообразовательных гнездах : Лексико-семантическое поле «деятельность» : диссертация на соискание учёной степени кандидата филологических наук : 10.02.01. Саратов, 2000. 200 с.
- Словообразовательная метафора в русском языке : диссертация на соискание учёной степени доктора филологических наук : 10.02.01 / Козинец Сергей Борисович; [Место защиты: ГОУ ВПО «Московский педагогический государственный университет»]. Москва, 2009. 404 с.

### Статьи
- Десемантизация приставок как фактор развития словообразовательной глагольной синонимии в русском языке // Лингвистика и поэтика 2: Сб. науч. трудов. М.: Изд-во ЦГЛ, 2005.
- Словообразовательная метафора и смежные с ней явления // Русский язык в школе. 2007. № 2.
- Словообразовательная метафора: пересечение лексической и словообразовательной систем // Филологические науки. 2007. № 2.
- Семантический потенциал словообразовательных метафор // Вопросы когнитивной лингвистики. Тамбов, 2009. № 1.
- Соотношение метафорического и метонимического значений в производном слове // Русский язык в школе. 2009. № 4.
- Метафорические процессы в русском языке конца XX — начала XXI веков // Активные процессы в современном русском языке. Н.Новгород: Издатель Ю. А. Николаев, 2008.
- Расширение метафорического поля «музыка» в русском языке XX века // Проблемы речевой коммуникации: Межвуз. сб. науч. тр. — Саратов: Изд-во СГУ, 2009.
- Система выразительных средств в литературе соцреализма // Актуальные проблемы филологии и педагогической лингвистики. Вып. 11. Владикавказ: Изд-во Северо-Осет. гос. ун-та, 2009.
- Буквализация словообразовательной метафоры в русском языке // Русский язык в школе. 2014. № 4. С.70-74.
- Оксюморон как языковое явление // Русский язык в школе. 2015. № 4. С.56-59.
- Музыкальная метафора в художественном мире Дины Рубиной // Сфера культуры. 2021. № 3(5). С. 59-65.
- Зоонимы в образном пространстве языка: метафора, сравнение, фразеологизм // Известия Саратовского университета. Серия Филология. Журналистика, 2022. Вып. 3. Т. 22. С. 254—261.
- Особенности языка повести Андрея Платонова «Котлован» // Русская словесность. 2022. № 6. С. 68-75.
- Грамматические окказионализмы в русской поэзии второй половины XX — начала XXI в. // Вестник Нижегородского университета им. Н. И. Лобачевского. 2023. № 2. С. 239—244.
- Процессы семантической декорреляции в словообразовательном гнезде с вершиной -лаг-/-лож- // Русский язык в школе. 2023. № 5. С. 82-87.

### Учебные пособия
- Практикум по орфографии и пунктуации русского языка: Учебное пособие. Саратов, 2005.
- Морфемика и словообразование в научной и школьной грамматиках (научно-методическое пособие). Саратов: СарИПКиПРО, 2014. 104 с.
- Омофоны в школьном курсе русского языка: учебно-методическое пособие. Саратов: СОИРО, 2016. 68 с.
- Историко-лингвистический комментарий на уроках литературы: учебно-методическое пособие. Саратов: ГАУ ДПО «СОИРО», 2018. 56 с.
- Формирование универсальных учебных действий на уроках русского языка: учебно-методическое пособие для учителей. Саратов: ИЦ «Наука», 2015. 64 с.
- Системные отношения в русском языке: учебно-методическое пособие. — Саратов: СОИРО, 2019. 64 с.
- Анализ текста в школе и формирование функциональной грамотности: учебно-методическое пособие. — Саратов: ГАУ ДПО «СОИРО», 2022. 76 с.
- Объяснительная орфография: учебно-методическое пособие. — Саратов: СОИРО, 2022. 76 с.

### Указатели
Морфемика и словообразование. Библиографический указатель. Саратов: Изд-во СГУ, 2006.